# Шведска на Европском првенству у атлетици у дворани 2019.
Шведска је учествовала на 35. Европском првенству у дворани 2019 који се одржао у Глазгову, Шкотска, од 1. до 3. марта. Ово је било тридесет пето Европско првенство у атлетици у дворани од његовог оснивања 1970. године на којем је Шведска учествовала, односно учествовала је на свим првенствима до данас. Репрезентацију Шведске представљала су 31 спортиста (15 мушкараца и 16 жена) који су се такмичили у 19 дисциплина (9 мушких и 10 женских).
На овом првенству Шведска је делила 18 место по броју освојених медаља са 2 освојене медаље (1 сребрна и 1 бронзана). У табели успешности према броју и пласману такмичара који су учествовали у финалним такмичењима (првих 8 такмичара) Шведска је са 8 учесника у финалу заузела 12 место са 29,50 бодова.
| Плас. | Земља   | 1. место | 2. место | 3. место | 4. место | 5. место | 6. место | 7. место | 8. место | Бр. фин.-Бод. |
| ----- | ------- | -------- | -------- | -------- | -------- | -------- | -------- | -------- | -------- | ------------- |
| 12.   | Шведска | -        | 1–7      | 1-6      | 1-5      | 1–4      | 1–3      | 2–3,50   | 1-1      | 8-29,50       |

## Учесници
| Мушкарци: - Хенрик Ларсон — 60 м - Остин Хамилтон — 60 м - Одаин Роуз — 60 м - Карл Бенгтстрем — 400 м - Андреас Крамер — 800 м - Ерик Мартинсон — 800 м - Јонас Леандерсон — 3.000 м - Хасан Султан — 3.000 м - Антон Левин — 60 м препоне - Фредрик Екхолм — 60 м препоне - Макс Хреља — 60 м препоне - Мелкер Сверд Јакобсон — Скок мотком - Тобиас Нилсон Монтлер — Скок удаљ - Фредрик Самуелсон — Седмобој | Жене: - Ирене Екелунд — 60 м - Елин Естлунд — 60 м - Матилда Хелквист — 400 м - Ловиса Линд — 800 м - Ана Силвандер — 1.500 м - Јоланда Нгарамбе — 1.500 м, 3.000 м - Хана Хермансон — 1.500 м - Лиза Хавел — 3.000 м - Тилде Јохансон — 60 м препоне - Ерика Кинси — Скок увис - Софије Ског — Скок увис - Бјанка Салминг — Скок увис - Ангелика Бенгстон — Скок мотком - Михаела Мејер — Скок мотком - Фани Рос — Бацање кугле - Фрида Акерстром — Бацање кугле |  |

## Освајачи медаља (2)

### Сребро (1)
- Тобиас Нилсон Монтлер — Скок удаљ

### Бронза (1)
- Мелкер Сверд Јакобсон — Скок мотком

## Резултати

### Мушкарци
| Атлетичар             | Дисциплина   | Лични рекорд | Квалификације  | Квалификације | Полуфинале            | Полуфинале            | Финале                | Финале       | Детаљи |
| Атлетичар             | Дисциплина   | Лични рекорд | Резултат       | Место         | Резултат              | Место                 | Резултат              | Место        | Детаљи |
| --------------------- | ------------ | ------------ | -------------- | ------------- | --------------------- | --------------------- | --------------------- | ------------ | ------ |
| Хенрик Ларсон         | 60 м         | 6,60         | 6,72 КВ        | 2. у гр. 6    | 6,69                  | 3. у гр. 3            | Нису се квалификовали | 9 / 44 (45)  |        |
| Остин Хамилтон        | 60 м         | 6,62         | 6,76 КВ        | 2. у гр. 2    | 6,75                  | 6. у гр. 1            | Нису се квалификовали | 17 / 44 (45) |        |
| Одејн Роуз            | 60 м         | 6,62         | 6,88           | 6. у гр. 4    | Нису се квалификовали | Нису се квалификовали | Нису се квалификовали | 33 / 44 (45) |        |
| Карл Бенгтстрем       | 400 м        | 47,17        | 49,50          | 4. у гр. 3    | Нису се квалификовали | Нису се квалификовали | Нису се квалификовали | 20 / 21 (22) |        |
| Андреас Крамер        | 800 м        | 1:46,52      | 1:48,67 КВ     | 1. у гр. 4    | 1:49,53               | 6. у гр. 1            | 1:48,06               | 7 / 33 (34)  |        |
| Ерик Мартинсон        | 800 м        | 1:48,45      | 1:49,39        | 6. у гр. 1    | Није се квалификовао  | Није се квалификовао  | Није се квалификовао  | 20 / 33 (34) |        |
| Јонас Леандерсон      | 3.000 м      | 7:53,83      | 7:51,47 кв, ЛР | 6. у гр. 1    |                       |                       | 7:59,16               | 5 / 21 (23)  |        |
| Хасан Султан          | 3.000 м      | 7:55,56      | 8:05,08        | 10. у гр. 2   | Нису се квалификовали | 22 / 33 (34)          |                       |              |        |
| Антон Левин           | 60 м препоне | 7,79         | 7,84 кв        | 4. у гр. 4    | Нису се квалификовали | 7,93                  | 8. у гр. 1            | 14 / 29 (30) |        |
| Фредрик Екхолм        | 60 м препоне | 7,83         | 7,89           | 4. у гр. 2    | Нису се квалификовали | Нису се квалификовали | Нису се квалификовали | 17 / 29 (30) |        |
| Макс Хреља            | 60 м препоне | 7,82         | 7.92           | 6. у гр. 3    | Нису се квалификовали | Нису се квалификовали | Нису се квалификовали | 22 / 29 (30) |        |
| Мелкер Сверд Јакобсон | Скок мотком  | 5,82         | 5,70 кв        | 6.            |                       |                       | 5,75                  |              |        |
| Тобиас Нилсон Монтлер | Скок удаљ    | 8,08         | 7,95 КВ        | 3.            | 8,17 ЛРС              |                       |                       |              |        |

#### седмобој
| Дисциплина   | Фредрик Самуелсон | Фредрик Самуелсон | Фредрик Самуелсон | Фредрик Самуелсон | Фредрик Самуелсон | Фредрик Самуелсон |
| Дисциплина   | Лич. рек.         | Рез.              | Бод.              | Плас.             | Укупно            | Плас.             |
| ------------ | ----------------- | ----------------- | ----------------- | ----------------- | ----------------- | ----------------- |
| 60 м         | 7,05              | 7,06              | 861               | 6.                | 861               | 6.                |
| Скок удаљ    | 7,47              | 7,66 ЛР           | 975               | 1.                | 1.836             | 3.                |
| Бацање кугле | 14,67             | 14,69 ЛР          | 771               | 6.                | 2.607             | 4.                |
| Скок увис    | 2,08              | 2,07 =ЛРС         | 868               | 4.                | 3.475             | 2.                |
| 60 препоне   | 8,07              | 8,20              | 932               | 6.                | 4.407             | 3.                |
| Скок мотком  | 5,00              | 5,00 =ЛР          | 910               | 4.                | 5.317             | 4.                |
| 1.000 м      | 2:42,97           | 2:45,99           | 808               | 4.                | 6.125             | 4.                |
| Укупно       | 6.015             | -                 |                   |                   | 6.125 ЛР          | 4 / 10 (12)       |

### Жене
| Атлетичарка       | Дисциплина   | Лични рекорд | Квалификације | Квалификације | Полуфинале            | Полуфинале            | Финале                | Финале       | Детаљи |
| Атлетичарка       | Дисциплина   | Лични рекорд | Резултат      | Место         | Резултат              | Место                 | Резултат              | Место        | Детаљи |
| ----------------- | ------------ | ------------ | ------------- | ------------- | --------------------- | --------------------- | --------------------- | ------------ | ------ |
| Ирене Екелунд     | 60 м         | 7,26         | 7,38 КВ       | 3. у гр. 4    | 7,41                  | 6. у гр. 3            | Није се квалификовала | 20 / 42 (43) |        |
| Елин Естлунд      | 60 м         | 7,39         | 7,44          | 7. у гр. 6    | Нису се квалификовале | Нису се квалификовале | Нису се квалификовале | 31 / 42 (43) |        |
| Матилда Хелквист  | 400 м        | 54,03        | 53,93 ЛР      | 4. у гр. 5    | Нису се квалификовале | Нису се квалификовале | Нису се квалификовале | 33 / 37      |        |
| Ловиса Линд       | 800 м        | 2:01,37      | 2:03,38 КВ    | 2. у гр. 2    | 2:04,54               | 6. у гр. 2            | Нису се квалификовале | 12 / 19      |        |
| Ана Силвандер     | 1.500 м      | 4:13,80      | 4:11,01 ЛР    | 5. у гр. 2    |                       |                       | Нису се квалификовале | 9 / 21       |        |
| Хана Хермансон    | 1.500 м      | 4:14,47      | 4:19,88       | 5. у гр. 3    | 18 / 19               |                       | Нису се квалификовале |              |        |
| Јоланда Нгарамбе  | 1.500 м      | 4:10,13      | 4:12,16       | 5. у гр. 1    | 14 / 19               |                       | Нису се квалификовале |              |        |
| Јоланда Нгарамбе  | 3.000 м      | 8:53,97      |               |               |                       |                       | 9:17,53               | 14 / 16      |        |
| Лиза Хавел        | 3.000 м      | 9:02,04      | 9:22,72       | 16 / 16       |                       |                       |                       |              |        |
| Тилде Јохансон    | 60 м препоне | 8,14         | 8,31          | 7. у гр. 3    | Није се квалификовала | Није се квалификовала | Није се квалификовала | 21 / 28      |        |
| Ерика Кинси       | Скок увис    | 1,93         | 1,93 кв, =ЛР  | 1. у гр. А    |                       |                       | 1,91                  | 7 / 26       |        |
| Софи Ског         | Скок увис    | 1,94         | 1,89          | 8. у гр. А    | Нису се квалификовале | 14 / 26               |                       |              |        |
| Бјанка Салминг    | Скок увис    | 1,90         | 1,85          | 11. у гр. Б   | Нису се квалификовале | 20 / 26               |                       |              |        |
| Михаела Мејер     | Скок мотком  | 4,75         | 4,60 кв       | 4.            | 4,45                  | 8 / 18 (19)           |                       |              |        |
| Ангелика Бенгтсон | Скок мотком  | 4,70 НР      | 4,45 ЛРС      | 14.           | Није се квалификовала | 14 / 18 (19)          |                       |              |        |
| Фани Рос          | Бацање кугле | 18,61 НР     | 17,79 кв      | 8.            | 18,21                 | 6 / 17                |                       |              |        |
| Фрида Акерстром   | Бацање кугле | 16,63        | 16,52         | 16.           | Није се квалификовала | 16 / 17               |                       |              |        |